# Usana yanonis
Usana yanonis är en insektsart som beskrevs av Matsumura 1914. Usana yanonis ingår i släktet Usana och familjen vedstritar. Inga underarter finns listade i Catalogue of Life.